# Igor Wołkow (hokeista)
Igor Władimirowicz Wołkow (ros. Игорь Владимирович Волков; ur. 24 stycznia 1983 w Ufie) – rosyjski hokeista.
Jego brat Aleksiej (ur. 1980) także został hokeistą.

## Kariera
- Nowoił Ufa (1997-1999)
- Saławat Jułajew 2 Ufa (1999-2002)
- Saławat Jułajew Ufa (2000–2008)
  -  Dinamo Moskwa (2005)
- Awangard Omsk (2008–2010)
  -  Saławat Jułajew Ufa (2010–2011)
- Spartak Moskwa (2013-2014)
- CSKA Moskwa (2014-2015)
- Jugra Chanty-Mansyjsk (2015)
- Nieftiechimik Niżniekamsk (2015)
- Toros Nieftiekamsk (2016-2017)

Wychowanek Saławata Jułajew Ufa. Od maja 2013 zawodnik Spartaka Moskwa związany dwuletnim kontraktem. Od maja 2014 zawodnik CSKA Moskwa. Odszedł z klubu w maju 2015. Od czerwca 2015 zawodnik Jugry. W listopadzie 2015 krótkotrwale zawodnik Nieftiechimika Niżniekamsk. Od listopada 2016 zawodnik Torosu Nieftiekamsk.

## Sukcesy
- Złoty medal mistrzostw Rosji: 2005 z Dinamem Moskwa, 2008 z Saławatem Jułajew Ufa
- Srebrny medal mistrzostw Rosji: 2012 z Awangardem Omsk